# Comuna Rîbalce, Hola Prîstan
Rîbalce (în ucraineană Рибальче) este o comună în raionul Hola Prîstan, regiunea Herson, Ucraina, formată din satele Rîbalce (reședința) și Zabarîne.

## Demografie
Componența lingvistică a comunei Rîbalce
     Ucraineană (90,14%)
     Rusă (9,32%)
     Alte limbi (0,46%)
Conform recensământului din 2001, majoritatea populației comunei Rîbalce era vorbitoare de ucraineană (90,14%), existând în minoritate și vorbitori de rusă (9,32%).